# Тълишоара
Тълишоара (на румънски: Tălișoara; на унгарски: Olasztelek) е село в централна Румъния, окръг Ковасна, община Бръдуц. Населението на селото през 2002 година е 743.